# Улица Берзаунес (Рига)
Улица Бе́рзаунес (латыш. Bērzaunes iela) — улица в Видземском предместье города Риги, в микрорайоне Тейка. Начинается от Бривибас гатве у спуска с Воздушного моста, ведёт в юго-восточном направлении и заканчивается у безымянного проезда вдоль торгового центра «Domina Shopping». Служит границей между территорией бывшего завода «VEF» и прилегающей застройкой.
Улица Берзаунес соединена проездами с улицами Кроню и Унияс, а также имеет Т-образный перекрёсток с улицей Турайдас. С другими улицами не пересекается.
Общая длина улицы — 414 метров. На всём протяжении имеет асфальтовое покрытие, 2 полосы движения. Общественный транспорт по улице не курсирует.

## История
Улица впервые упоминается в 1900 году под названием «улица Берзу» (латыш. Bērzu iela, «Берёзовая»), а с 1902 года носит название Берзаунес или Берзонес. Оно происходит от названия средневекового Берзаунского замка.